# Saint John Coltrane African Orthodox Church

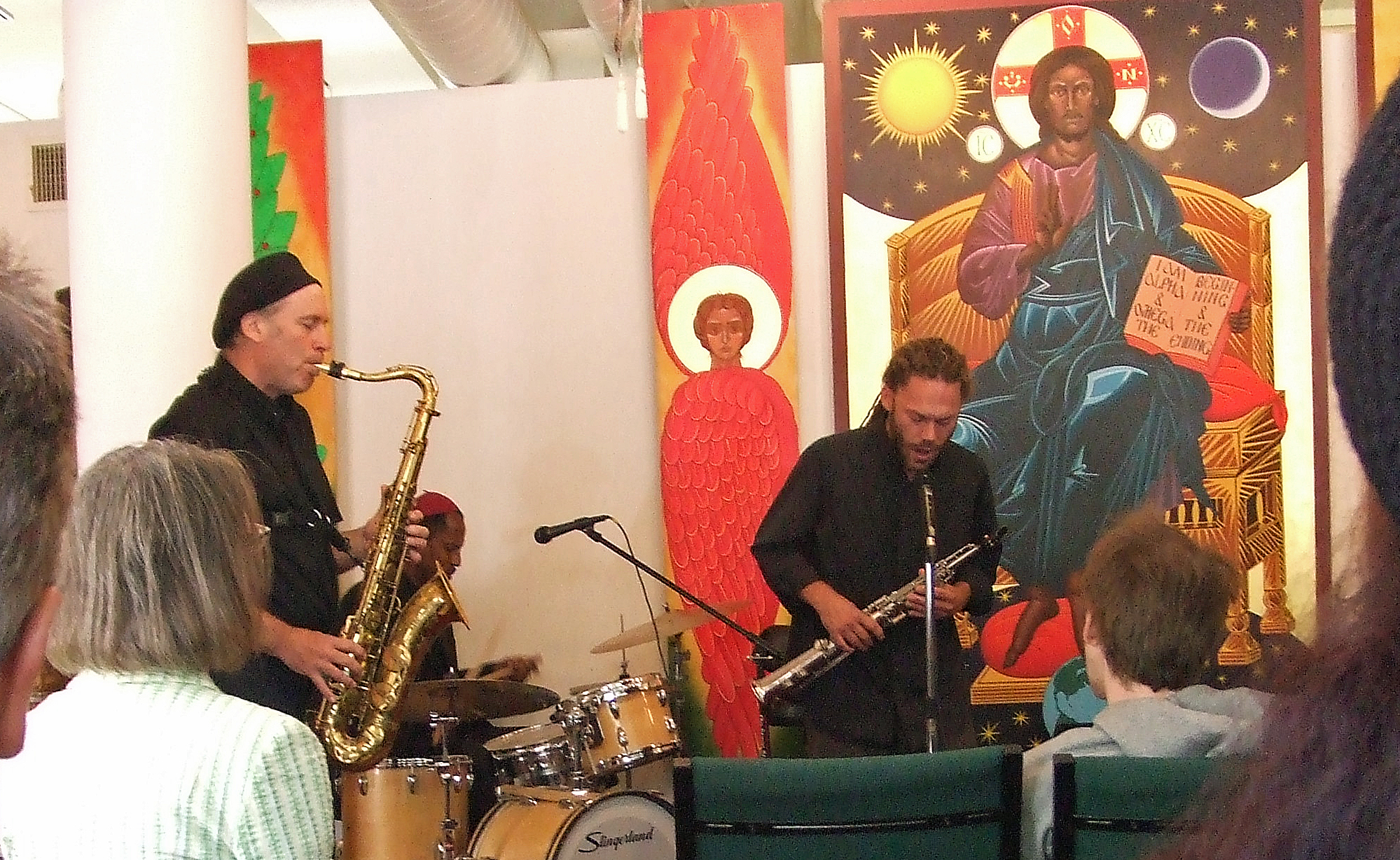
Musiker in der Coltrane Church San Francisco 2009

Die Saint John Coltrane African Orthodox Church, kurz Coltrane Church, ist eine 1971 gegründete Kirchengemeinde, die den 1967 verstorbenen Jazzmusiker John Coltrane verehrt. Ihr Gemeindezentrum in der Fillmore Street in San Franciscos Western-Addition-Quartier ist sonntäglicher Versammlungsort der Gemeinde und durch ihre besondere musikalische Form der Gottesdienste auch ein Veranstaltungsort des Jazz der Stadt.

## Die Entwicklung der Coltrane Church
Die Coltrane Church, mit vollständigem Namen Saint John Coltrane African Orthodox Church ist Teil der African Orthodox Church, die 1919 in den Vereinigten Staaten von einem Priester der Episkopalkirche der Vereinigten Staaten von Amerika gegründet wurde. Sie wurde Anfang der 1970er Jahre von Franzo Wayne King gegründet, einem Predigersohn aus Los Angeles. Ihr Name leitet sich von dem Jazzsaxophonisten John Coltrane ab, der mit seiner Musik in der Kirche eine zentrale Rolle spielt.

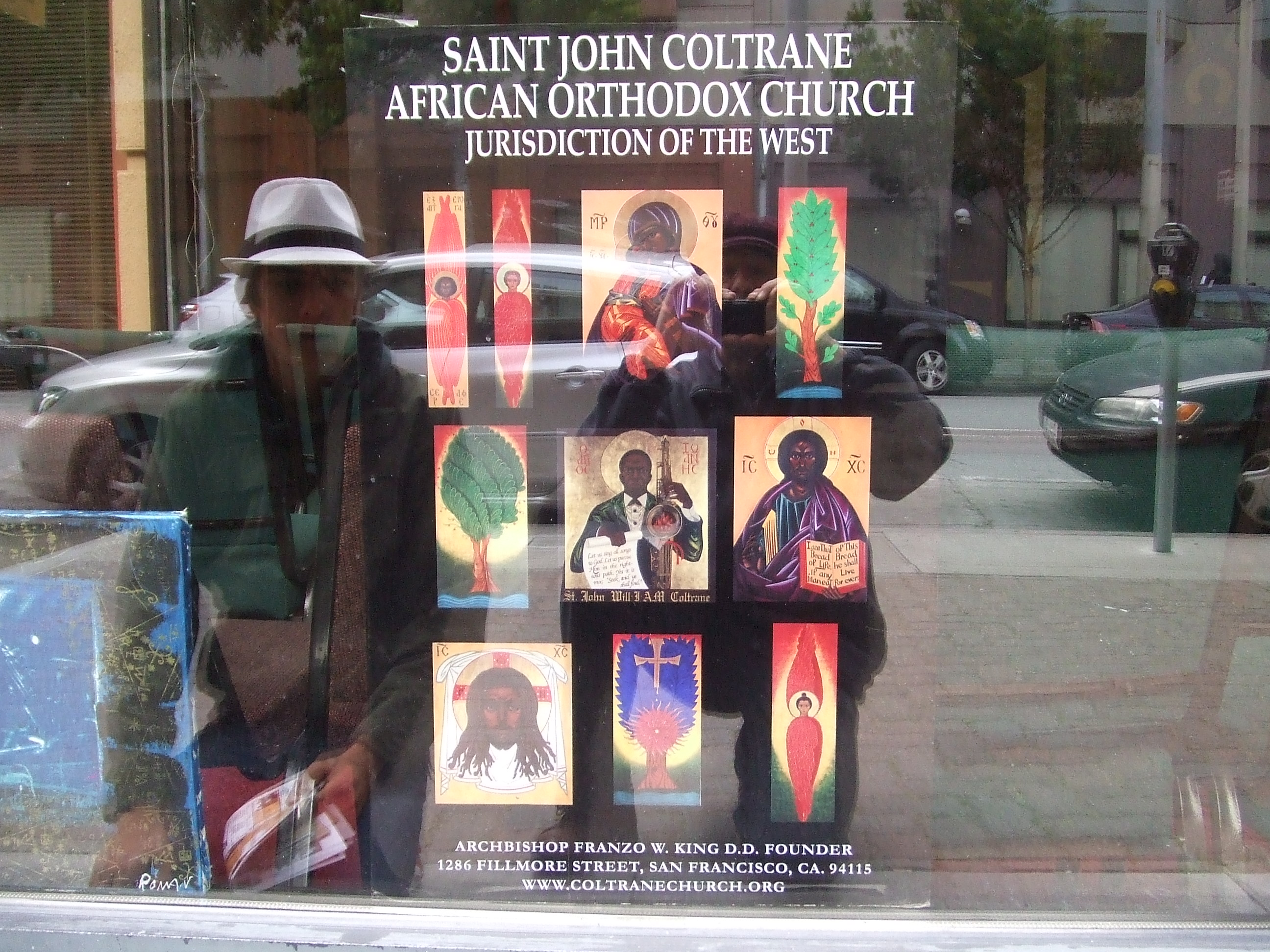
Eingang der Coltrane Church 2009

King begegnete in den frühen 1960er Jahren erstmals John Coltranes Musik. Der tiefe Eindruck eines Coltrane-Konzertes in San Francisco beeinflusste ihn dann in seiner weiteren Entwicklung maßgeblich. King erklärte in einem Interview, er habe 1966 mit seiner Freundin und späteren Frau Marina im Jazz Workshop in der ersten Reihe gesessen und Coltrane das erste Mal live erlebt. „Was sie da hörten, habe sie buchstäblich vom Stuhl geblasen. King nannte dieses Erlebnis später seine ‚Klangtaufe‘.“
Ende der 1960er Jahre schuf er eine kleine Gemeinde, die sich Yardbird Temple nannte als Reverenz an Charlie Parker. Seine Gemeindemitglieder verehrten jedoch eher John Coltrane, den sie nicht nur als einen Heiligen, sondern vielmehr als eine Art „Inkarnation Gottes“ ansahen. Coltranes Musik (insbesondere sein Album A Love Supreme) hatte in der zweiten Hälfte der 1960er Jahre auf viele Zeitgenossen einen starken, von Coltrane auch bewusst intendiert, spirituellen Eindruck gemacht. Sein Einfluss – er starb 1967 – dominierte zeitweilig die damalige Jazzszene. 1971 entstand schließlich die One Mind Evolutionary Transitional Church of Christ.
Auch Coltranes Witwe Alice Coltrane arbeitete Anfang der 1970er Jahre mit King und dessen Gemeinschaft zusammen. Nachdem Alice Coltrane 1975 ihr eigenes Vedantic Center in West Los Angeles gegründet hatte, überwarf sie sich mit der Gemeinde. Frau Coltrane klagte 1981 gerichtlich auf Schließung der Church of John Coltrane und einen Schadensersatz von 7,5 Millionen Dollar, weil ihrer Ansicht nach der Name und das Andenken ihres verstorbenen Mannes zu Unrecht verwendet werde. Sie gewann den Prozess nicht.
Mit der Verehrung von Coltrane als Inkarnation Gottes begab sich Kings Gemeinde außerhalb des Konsensfähigen in den Traditionen des Christentums. Erst Anfang der 1980er Jahre näherte sich King diesem wieder an, als er George Duncan Hinkson traf, einen Erzbischof der African Orthodox Church (AOC). Er vollzog einige Veränderungen, die notwendig waren, um die Aufnahme der Kirche als Teil der AOC zu ermöglichen. Der von ihnen verehrte John Coltrane galt fortan nicht mehr als „Inkarnation Gottes“, aber weiterhin als Heiliger und Patron der Kirche. Kings Gemeinschaft trat im Januar 1982 der AOC bei und hieß seitdem offiziell St. John’s African Orthodox Church. Im Mai 1984 wurde King zum Bischof der AOC ernannt.
Die African Orthodox Church wurde 1921 von George Alexander McGuire in Anlehnung an biblische Prophezeiungen, welche sich auf Äthiopien und Ägypten beziehen, gegründet. Der Beiname orthodox wurde bewusst in Abgrenzung zur katholischen und den protestantischen Kirchen gewählt, auch in der (vergeblichen) Hoffnung auf Anerkennung durch die Griechisch-orthodoxe Kirche. Beabsichtigt war, für die Afroamerikaner eine neue spirituelle Heimat zu schaffen. Die African Orthodox Church breitete sich dann sehr schnell nach Afrika aus, wo sie vor allem in Kenia und Uganda als Symbol des Antikolonialismus populär wurde. Später brachen die afrikanischen Ableger jedoch mit der Zentrale der Kirche in New York und wurden als rein orthodoxe Kirche Bestandteil des griechisch-orthodoxen Patriarchats von Alexandrien.
Im Jahr 2001 geriet die Coltrane Church in beträchtliche finanzielle Schwierigkeiten. Zu Beginn dieses Jahres war eines ihrer Gründungsmitglieder, das New College of California, bankrottgegangen. Damit ging der Kirche einer ihrer wichtigsten Geldgeber und Mäzene verloren, von dem bislang zwei Drittel der Mieteinnahmen bezahlt worden waren. Man versuchte das durch zusätzliche Spenden und Beantragung kommunaler Zuschüsse auszugleichen.
Mit dem verstärkten Einbezug seiner Tochter, der Bassistin Wanika King-Stephens, die Franzo Wayne King Mitte der 2000er zur Priesterin geweiht hatte, versuchte man mehr Aufmerksamkeit vor allem bei Frauen und einem jüngeren Publikum zu erhalten. Um noch mehr Menschen für Coltranes Musik zu begeistern, ist die Einrichtung eines jährlichen Coltrane Music Festival geplant, das der Feier seiner Spiritualität und Musik dienen soll.
Die Gemeinde gibt auch kleine Schriften heraus, die Zitate von John Coltrane enthalten.
Die Aktivisten der Coltrane-Church richteten 2016 eine Petition an die Geschäftsführung des West Bay Conference Center, den Mietzuschuss zu verdoppeln und damit den Standort der Gemeinde im Fillmore-Viertel zu sichern.

## Die sonntäglichen Gottesdienste in der Coltrane Church

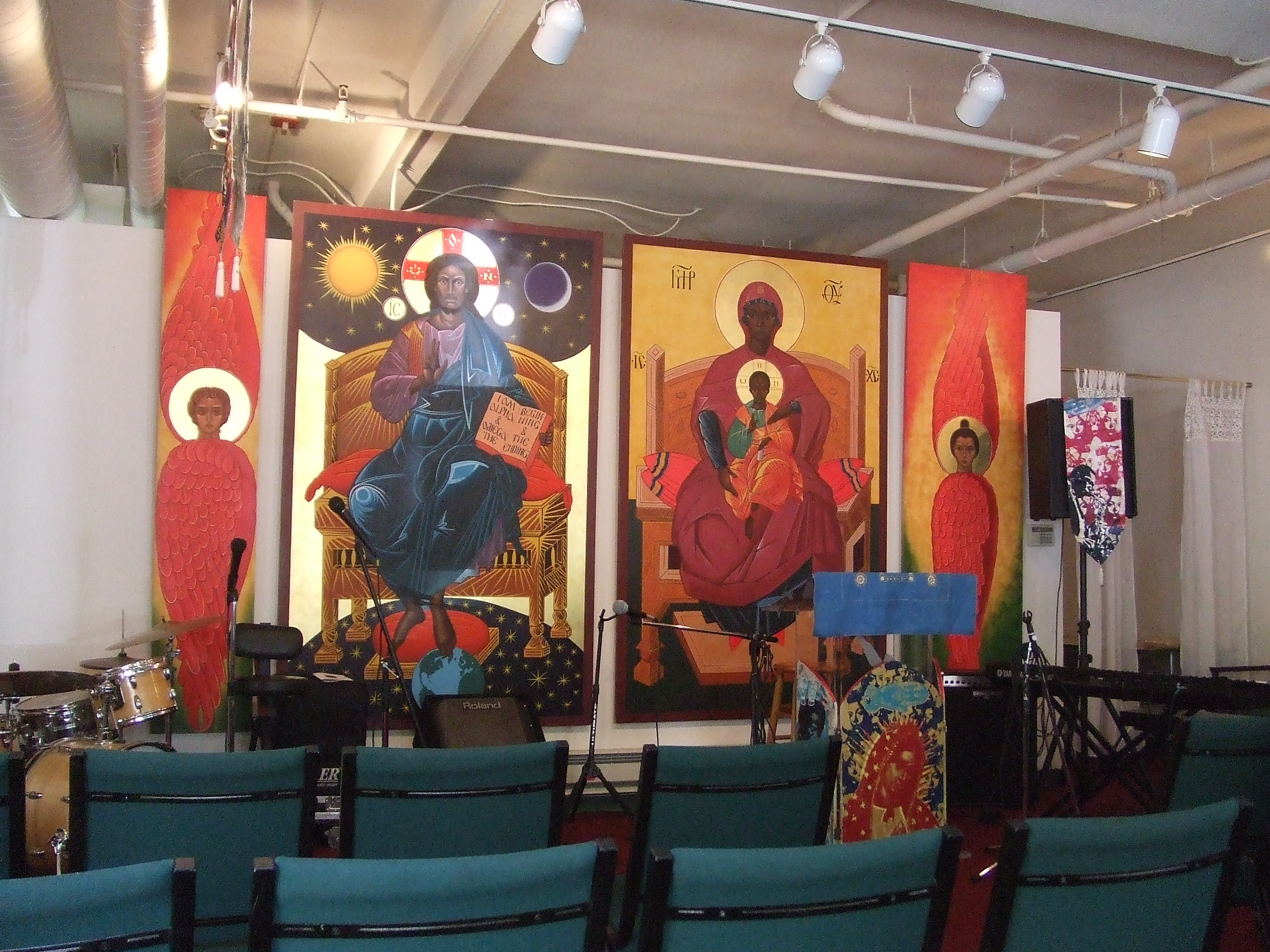
Inneres der Coltrane Church

Kings Frau, Reverend Mother Marina King und der Chor der Sisters of Compassion beginnen mit dem Eröffnungsgebet: “Cleanse us, oh Lord, and keep us undefiled that we may be numbered among those blessed ones.” Anhänger wie Gäste singen mit oder klatschen mit den Händen.
Mumia Abu-Jamal schrieb zu der besonderen Atmosphäre dieser Veranstaltungen: „Von überall her auf der Welt kommen Pilger wie auf einer Wallfahrt und besuchen diese Kirche. Erzbischof Franzo Wayne King residiert hier, und er hat Coltrane zu einem Heiligen der afrikanisch-orthodoxen Kirchenzeremonie erklärt.“ Kings Wertschätzung gegenüber Coltrane zeige sich „nicht nur in seinen wortgewaltigen Predigten, sondern auch, wenn er mit seinem eigenen Saxophon das Kirchenschiff in Schwingungen versetzt und dem seligen Jazzer seine Ehrerbietung erweist.“
„Die Wände des Raumes sind mit Ikonen im byzantinischen Stil geschmückt“, schrieb Aaron McDonnell Gallego über seine Eindrücke, „Jesus als Alpha und Omega, Maria, die Mutter Gottes, der Baum des Lebens und schließlich über dem Altar die Ikone, welche die Einzigartigkeit der Gemeinde bezeugt – ein erhabenes Bild vom Patron der Kirche.“
Die Verehrung von Coltrane und insbesondere seiner spirituell beeinflussten Musik nach 1959 vollziehen die Gemeindemitglieder in öffentlichen, bisweilen über dreistündigen Gottesdiensten, in deren liturgischem Ablauf sich Predigten, Wortbeiträge und auf Coltranes hymnischer Musik basierende Gesänge abwechseln, die in eine Jamsession-artige Darbietung von Coltranes Kompositionen eingebettet sind. Interpretiert werden in immer wieder verschiedenen Variationen und Instrumentierungen – unter Mitwirkung der Besucher – die spirituell beeinflussten Kompositionen Coltranes, insbesondere aus dessen Spätwerk, wie etwa „Psalm“ aus A Love Supreme (1965) und die Musik, die bis zu seinem Tod 1967 entstand, wie Ascension, Om und Meditations.
Franzo Wayne King beschrieb die Botschaft seiner Gemeinschaft: “We are fully aware of the universality of John Coltrane’s music and his philosophy, and that his spirit and legacy does reach and touch the lives of people of many different faiths, creeds, and religions. We, however, in this time and place, are grateful for the opportunity to lift up the Name of Jesus Christ through Saint John Coltrane’s music, knowing from personal experience and testimony, and from a great cloud of witnesses, that the Spirit of the Lord is in this Sound Praise as it is delivered from heaven through John.”

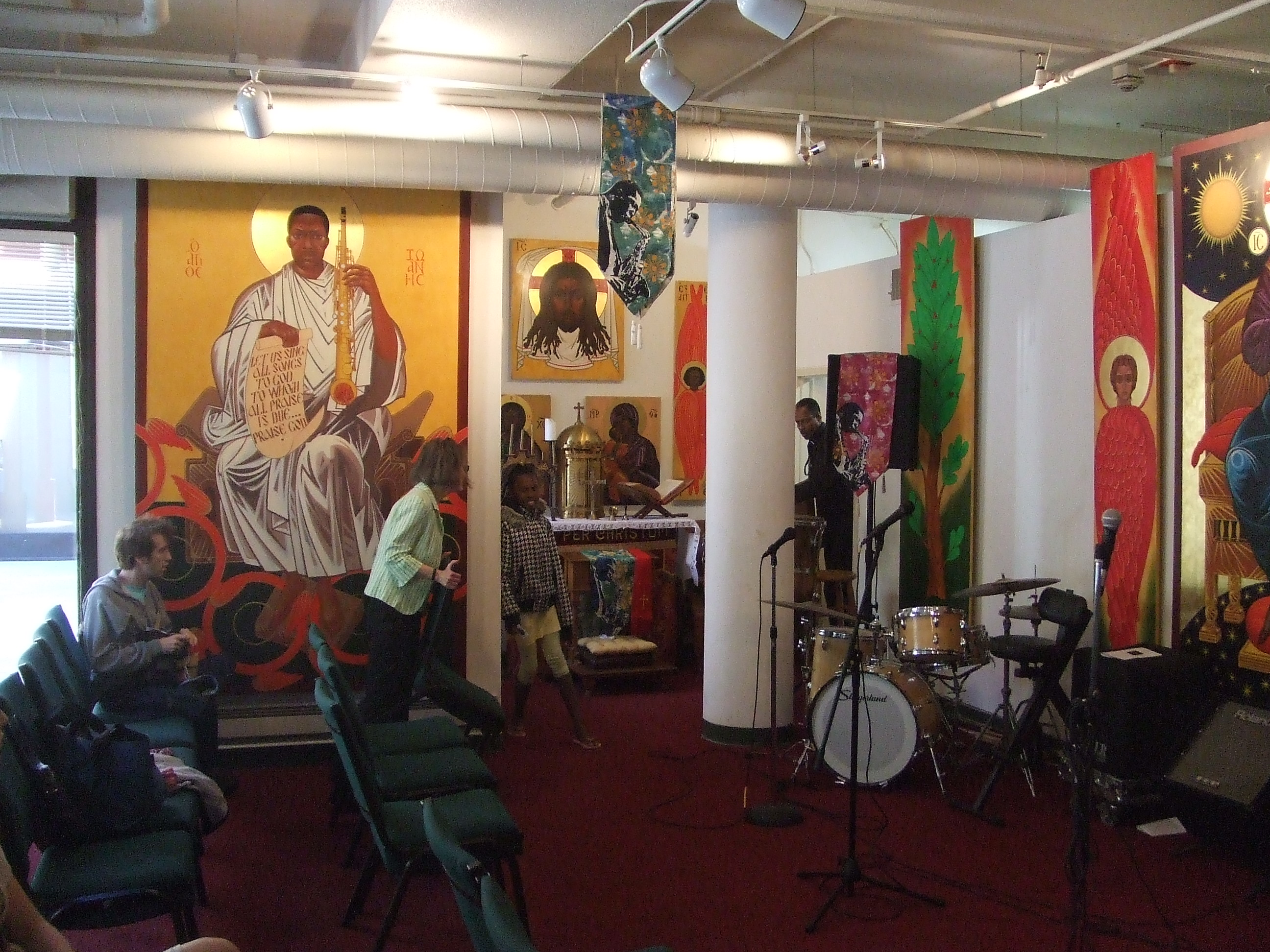
Sonntagsgottesdienst in der Coltrane Church Juli 2009

Die New York Times berichtete 2007 über die Zeremonie: „Neben dem Altar stehen ein elektrisches Piano, zwei Kontrabässe, ein Schlagzeug und drei Mikrophone. Die hymnische Feier wird mit Blues For Bechet eröffnet; seitlich hängen Ikonen, die Coltrane als Patron oder Heiligen darstellen, mit einem Heiligenschein […] und einem Tenorsaxophon, aus dem Flammen schlagen. Es ist ein Haus des Jazz in gleicher Weise wie ein Haus Gottes; […] Dann treten die Geistlichen, Diakone und die weiteren Anhänger in Erscheinung; angeführt von einem Tenorsaxophonisten; es ist der Erzbischof Franzo Wayne King. In den nächsten drei Stunden entsteht ein Mix aus Jam Session und einem halben Revival-Treffen; eingebettet in gesangliche Darbietungen von Coltranes Kompositionen wird eine traditionelle christliche Liturgie zelebriert. […] Auf diese Weise will die Coltrane Church die göttliche Botschaft in Übereinstimmung mit Coltranes eigener göttlicher Erfahrung und seiner Botschaft verbreiten.“
In dem Vierteljahrhundert ihres Bestehens der St. John Will-I-Am Coltrane Church fungierten auch Franzo Wayne Kings Ehefrau und mehrere ihrer Kinder als „Priester des Klangs“ und spielten auch auf verschiedenen europäischen Jazzfestivals. Zu den Gästen der Kirche gehörten u. a. auch der Gitarrist Carlos Santana.

## DieColtrane Churchim Kontext von Jazz und Neuer Religiosität afro-amerikanischer Musiker

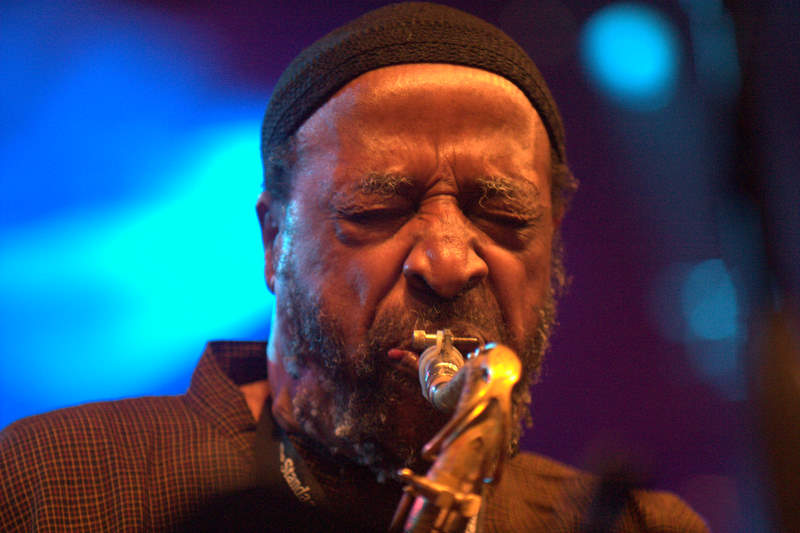
Yusef Lateef

Über den Zusammenhang von Jazz und christlicher Theologie schrieb der Theologe Tobias Böcker: „Nicht wenige Jazzmusiker verweisen darauf, dass sie ihre Kreativität als Teil eines größeren Ganzen verstehen, von dem sie Inspiration erfahren, als mystisch erfahrenen Anteil an der schöpferischen Kraft Gottes, dem sie danken und den sie umso mehr zu loben sich anschicken. Solche Spiritualität verwirklicht sich nicht immer in der Form eines bewusst christlichen Bekenntnisses – manche schwarze Jazzmusiker zumal in den 60er Jahren identifizierten das Christentum im Gegenteil mit der Macht der Unterdrücker, manche stehen esoterischem Gedankengut nahe –, jedoch nahezu immer in einer tiefen Demut, die um die Unzulänglichkeit der eigenen Schaffenskraft weiß.“
Über den Zusammenhang von Jazz, neuer Religiosität und Spiritualität in den 1970er Jahren schrieb Joachim-Ernst Berendt, dass Jazzmusik schon „früher einmal ihre Wurzeln im Spiritual- und Gospelsong, in der geistlichen schwarzen Musik“ hatte, obwohl die christliche Religiosität in all den geistlichen Strömungen, die Jazzmusiker beeinflussten, eine „verhältnismäßig geringe Rolle spielt.“ Berendt sah in der „Neuen Religiosität“ der 1970er Jahre vielmehr eine Hinwendung zu dem, „was Religiosität wirklich bedeutet: Beglückung, Einswerdung, Selbstverwirklichung, schöpferische Befreiung.“
Während es schon in den 1940er Jahren eine erste afroamerikanische Bewegung – parallel zu der musikalischen und gesellschaftlichen Entwicklung des Bebop – gab, die fort vom Christentum zum Islam strebte, erkannte Berendt jedoch das Erbe des Christentums deutlich im „Hauptwerk der ganzen Bewegung“, in John Coltranes A Love Supreme, das „zwar von der kosmischen Alles-Ist-Eins-Religiosität des Buddhismus und Hinduismus inspiriert“ war, „aber der persönliche Gott des Christentums scheint an zahlreichen Stellen des Textes unmissverständlich durch.“
Reimar Lenz sah das Jahr 1967, Coltranes Todesjahr, als das „des enthusiastischen Aufbruchs der religiösen Subkultur.“ Damit verließ die neue Religiosität die musikalische Bewegung, in die sie bisher eingebettet war; in diesen Jahren des religiösen Aufbruchs fand ein Musizieren „unter freien Gruppierungen von Menschen zwischen San Francisco bis Amsterdam, Berlin und München statt.“
Berendt sah in den Titeln der damaligen Musiker – wie Albert Aylers Spiritual Unity und Holy Ghost, Don Cherrys Complete Communion, Yusef Lateefs Try Love oder Ornette Colemans Peace, vor allem aber in John Coltranes „Himmelfahrtsalbum“ Ascension – die Botschaft dieser Bewegung: „Geistige Einheit durch vollständig spirituelles Einswerden mit der ganzen Welt, Liebe und Frieden für alle, Erlösung in pan-religiöser Ekstase durch kosmische Himmelfahrt.“
Innerhalb des Jazz – und zunächst auch außerhalb der Musik – war die Neue Religiosität vorwiegend ein Anliegen amerikanischer Musiker. Berendt verweist auf die lange Tradition des Great Awakening, der Großen Erweckungsbewegung, einer ekstatischen Bewegung, in „der eine rhythmisch intensive, aufgeladene Musik, wie sie dem europäischen Christentum weitgehend fremd ist, eine besondere Rolle spielte.“ Die Coltrane Church steht demnach in der Tradition einer spontan improvisierenden, ekstatischen christlichen Sing-Bewegung, die swingende Hymnen und Songs anstimmen.
„Der Glaube kommt vom Hören,“ schrieb Tobias Böcker, „von Beginn an spielt die mündliche Überlieferung die wesentliche Rolle in der Verkündigung der Offenbarung bzw. in der Vermittlung des christlichen Glaubens. […] Offenbarung vermittelt sich in der unmittelbar lebendigen Begegnung von Menschen mit dem Wort Gottes und dessen machtvollen Taten. So erschließt sich Jesu Botschaft von der Herrschaft Gottes nicht in theoretisch-theologischen Traktaten, sondern in lebensnahen Gleichnissen und lebendiger Begegnung.“

## Die Coltrane Church in der Diskussion
Dr. Nicholas Baham, Ethnologie-Professor und Mitglied der Gemeinde, erläuterte in einem Interview anlässlich der Feiern zu Coltranes 81. Geburtstag den Stellenwert des Musikers; es sei nicht so, dass „wir Coltrane anbeten, aber er hilft uns, die Dinge klar zu sehen“. Er betont dabei die Bedeutung der „Botschaft, dass Trane seine Drogenabhängigkeit besiegt“ habe und dass „Gottes Einfluss dies erst möglich gemacht“ habe. Dr. Bahams Ruf an die Gemeinde, A Love Supreme „der Bibel beizufügen“, wurde bei der Versammlung mit lautem Beifall quittiert. Ausgangspunkt der Verehrung seien für Dr. Baham die kurzen Texte Coltranes in A Love Supreme; in diesen Notizen lege Coltrane seine spirituelle Wiedergeburt dar, die es ihm ermöglicht hatte, seine Heroin-Abhängigkeit zu besiegen und „so die Möglichkeiten und das Privileg zu erhalten, andere mit Musik glücklich zu machen.“
Aaron McCarroll Gallegos spricht in seinem Essay A Sax Divine die Berichterstattung in der amerikanischen Presse an, die häufig Missverständliches über die Verehrung Coltranes geschrieben hatte; tatsächlich sei die Theologie der Gemeinde ziemlich traditionell. Was jedoch die Coltrane Church von anderen Kirchen unterscheide – und irgendwie für Kontroversen sorge –, sei der Einsatz der Musik und der Worte eines Jazzmusikers, um die tiefe Hingabe zu Gott auszudrücken. Nach McCarroll Gallegos Ansicht weist deren einzigartige Form des Gottesdienstes hin auf wichtige Aspekte einer Veränderung, die die moderne US-amerikanische Religion erfasst hat, insbesondere das Mainstream Christentum am Beginn des 21. Jahrhunderts.
Was viele konventionelle Kirchgänger an der Coltrane Church irritiere, sei nicht nur die ungewöhnliche Musik oder die Länge der Gottesdienste, sondern die grundsätzlich andere Haltung hinsichtlich des „Konsums“ von Religion; so hätten sich die Kirchen des Mainstreams einer der vorherrschenden Paradigmen der westlichen Gesellschaft angepasst: Konsumismus anstelle von persönlichem Verzicht, Entertainment anstelle von Prophezeiung, Individualität anstelle von Gemeinschaft.
McConnell Gallegos deutet an, dass sich die Zentren des Christentums von Europa und Nordamerika nach Afrika, Asien und Lateinamerika verschöben und damit andere kulturelle Ausdrucksformen des Gottesdienstes einflussreicher würden; die Saint John Coltrane African Orthodox Church sei ein Indikator für diesen Trend. Dennoch halte dieser Prozess einer kulturellen Umgestaltung dessen an, was Ausdruck von Spiritualität ist, seit sich Menschen zu religiösen Versammlungen treffen. Noch immer tun sich manche schwer „hässliche Musik“ mit Gottesdienst in Verbindung zu bringen. Letztendlich ginge es dabei um die Frage, resümiert McConnell Gallegos, ob Kunst uns herausfordern müsse, um uns zu inspirieren, oder ob nur die Kunst, die wir als schön und attraktiv empfinden, unsere Herzen bewegen und die Seelen dem Göttlichen nahebringen könne.

## Soziale Aktivitäten und Umfeld der Kirche

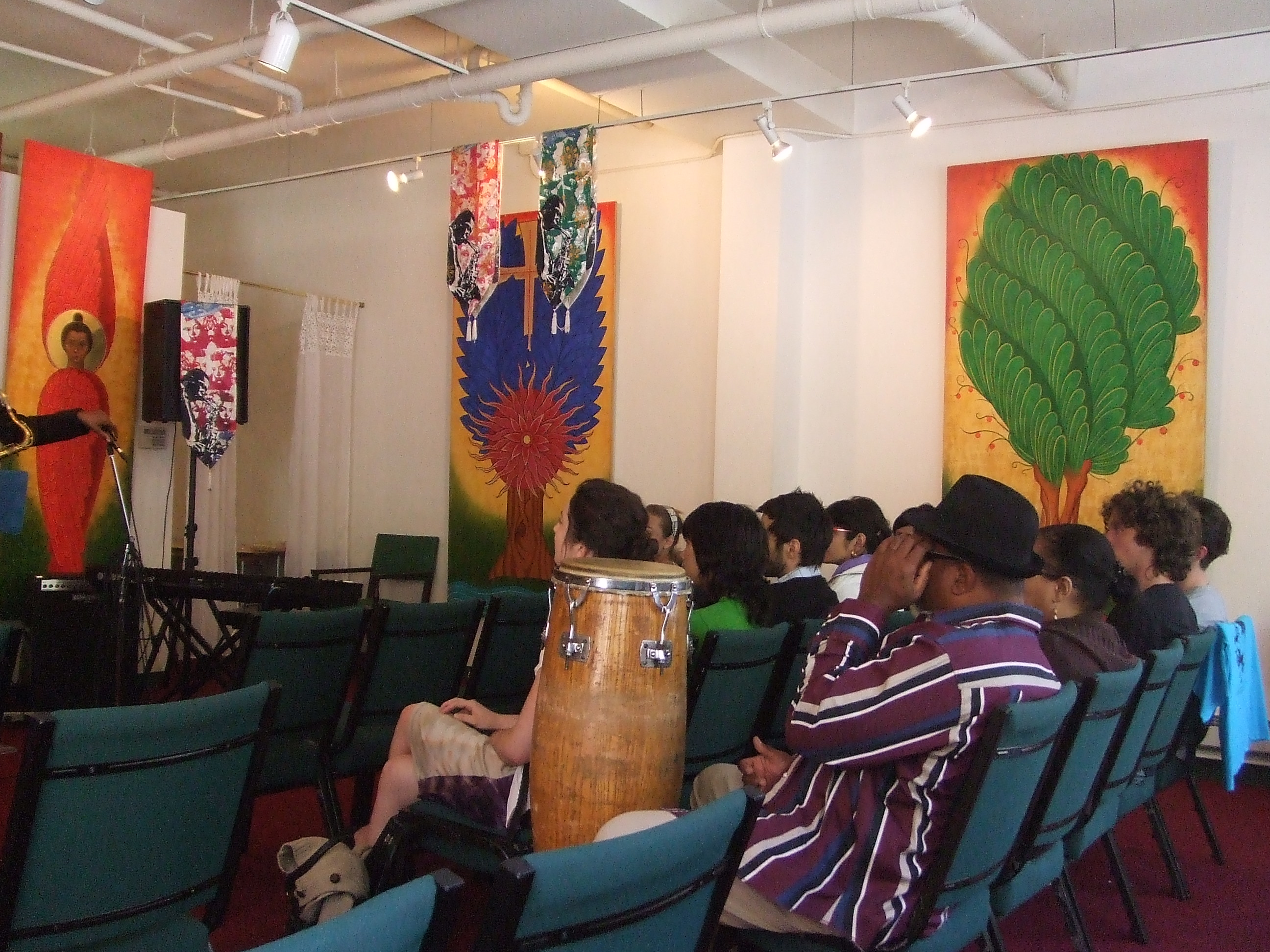
Sonntagsgottesdienst in der Coltrane Church Juli 2009

Neben ihrem allsonntäglichen Gottesdienst, der auch als Treffpunkt der community dient, unterhält die Coltrane Church verschiedene soziale Projekte, u. a. eine vegetarische Suppenküche, einen Begegnungsraum, einen Kleider- und Lebensmittelladen sowie einen Shop mit Coltrane-Devotionalien wie T-Shirts, CDs und DVDs, wie die von King produzierte DVD The Legacy of John Coltrane. Kings Tochter Wanika King-Stephens hat eine wöchentliche Radiosendung mit Coltrane-Musik, Uplift, auf der lokalen Station KPOO-FM.
Die Räumlichkeiten der Kirchengemeinde befindet sich in einem umgebauten Ladenlokal im Herzen des Western Addition-Quartiers, in Nachbarschaft von früheren Lokalitäten des Jazz an der Westküste. Jedoch fielen die meisten dieser Bauwerke der Stadterneuerung der 1960er Jahre zum Opfer. Das gilt auch für das alte Gebäude in 351 Divisadero Street, das die Coltrane Church noch bis 2000 benutzte. Die Stadt schuf aber den sogenannten Jazz preservation district in der Fillmore Street, um die Geschichte des Stadtviertels zu ehren, zu dem auch die Coltrane Church gehört. Sie befindet sich in der 1286 Fillmore Street, Ecke Eddy Street.
Das Viertel war Ende der 60er Jahre auch der Ort, an dem neue spirituelle Bewegungen wie der Zen-Buddhismus die Kultur beeinflussten; hier lebten damals Künstler wie Isaac Stern, The Grateful Dead, Janis Joplin, Mel Blanc und Allen Ginsberg. Zum Umfeld der Kirche im Fillmore District gehört auch das seit 1985 alljährlich stattfindende Fillmore Street Festival, das 1989 in den wiederbelebten Jazz Preservation District zurückkehrte. Dort traten u. a. Lonnie Liston Smith, Pete Escovedo und Jules Broussard auf. Inzwischen bestehen in dem Viertel über 200 verschiedene Firmen und Geschäfte, Musikclubs, wie weiter nördlich an der Fillmore Street der Jazzclub Yoshi’s, und Restaurants.

## Dokumentation

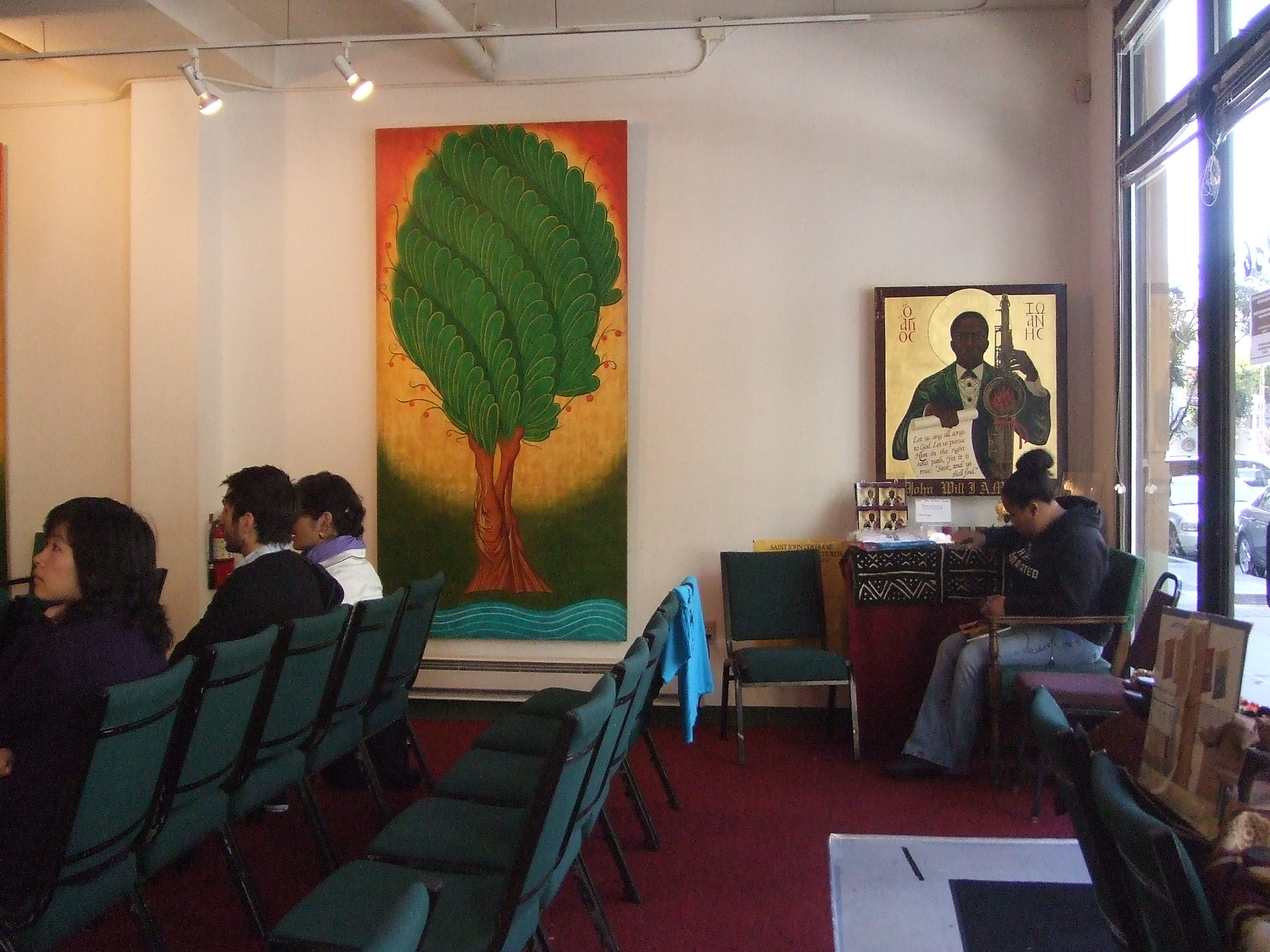
Inneres der Coltrane Church 2009

Im Jahr 2004 wurde im Auftrag der BBC ein Dokumentarfilm von Lol Lovett über die Coltrane Church gedreht.

## Anmerkungen

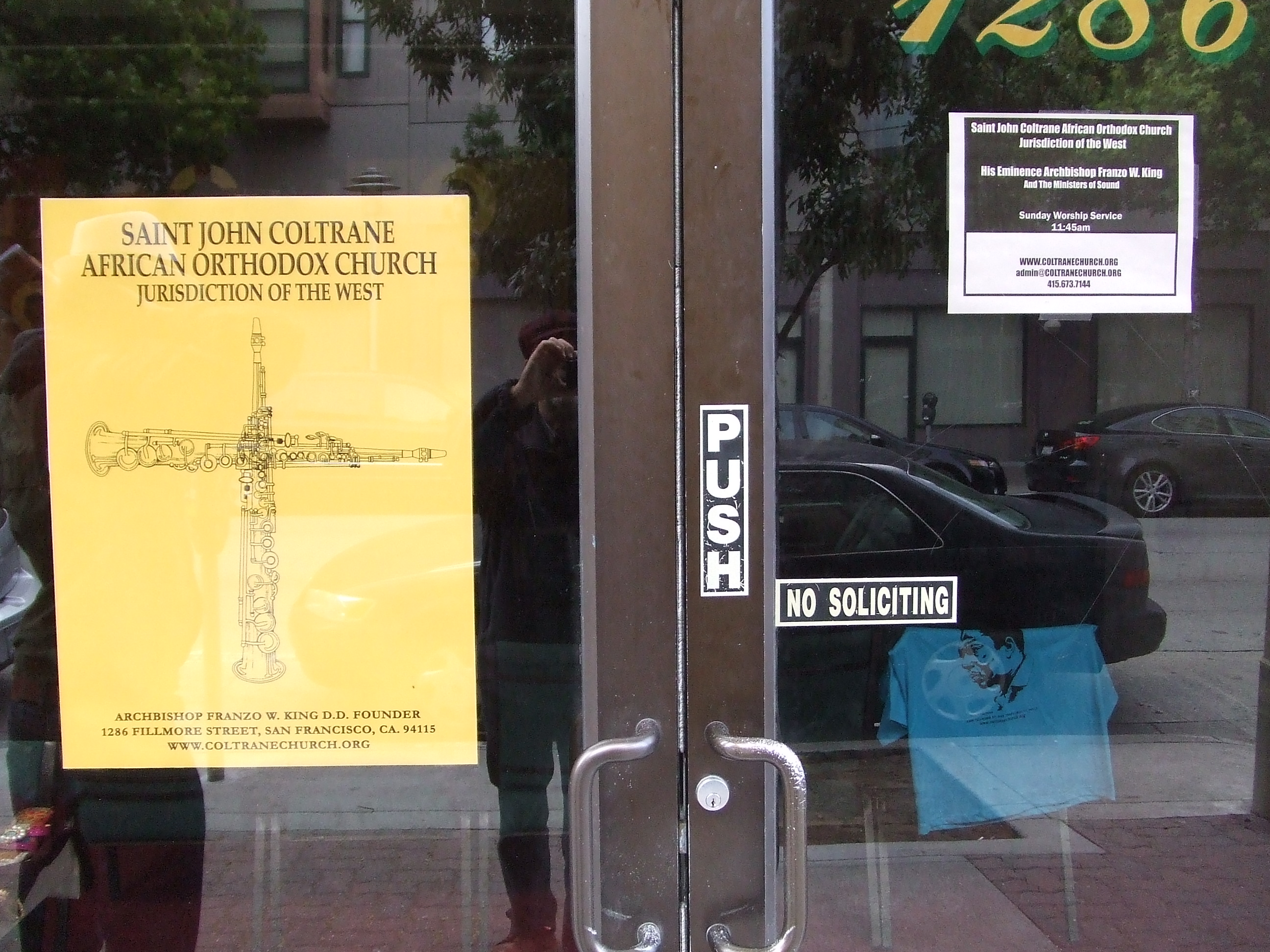
Eingangstür der Coltrane Church 2009